# 金沢工業大学情報フロンティア学部
金沢工業大学情報フロンティア学部（かなざわこうぎょうだいがくじょうほうフロンティアがくぶ）は、金沢工業大学に設置されている学部の一つ。

## 概要
金沢工業大学情報フロンティア学部は、2004年4月に誕生した学部である。
現在、メディア情報学科、経営情報学科、心理情報学科の3学科で構成されている。
メディア情報学科では、「メディアデザイン」と「メディアテクノロジー」の2つの側面から、メディアの制作について学ぶ。そして、この2つを結びつけ、新たなメディアを創造するための企画力、設計力、開発力を身につけていく。「メディアデザイン」では、CG 、モバイル技術、ネットワークセキュリティなどに必要な最新の情報テクノロジーを学ぶ。「メディアテクノロジー」では、映像、音楽、Webサイトなどを効果的にデザインするための技術・感性と科学的設計手法を学ぶ。
心理科学科では、心拍計、サーモグラフィー、視線計測装置等、理工系大学ならではの計測装置を活用して、人間の心の動きを科学的に測定し、それを実際の現場に活用するための技術を学ぶ。
経営情報学科では、「ヒト・モノ・カネ」の管理から、市場動向の分析、戦略立案、資金管理まで、企業経営で必要とされる様々な能力を総合的に学んでいく。マネジメント、マーケティング、金融、情報通信（IT）、データサイエンスなどを幅広く学び、コンピュータリテラシーや情報技術力、IoTを用いた情報収集能力、入手したビッグデータのAIを活用した分析能力、などを身に着けていく。

## 沿革
- 1996年 4月1日 - マルチメディア考房開設。

- 1997年4月1日 - 情報通信フロンティア研究所開設

- 2004年 4月1日 - 情報フロンティア学部を新設し、メディア情報学科、生命情報学科、心理情報学科、情報マネジメント学科を開設。大学院心理科学研究科設置、臨床心理学専攻修士課程を設置。

- 2008年4月1日 - 情報フロンティア学部を情報学部にリニューアル。情報工学科（工学部から移籍）、メディア情報学科、心理情報学科、情報経営学科（情報マネジメント学科をリニューアル）を設置。生命情報学科はバイオ・化学部に統合。

- 2010年6月1日 - 情報フロンティア研究所とユビキタス情報システム研究所を統合し情報技術研究所を開設

- 2012年4月1日 - 情報学部を文理融合型の情報フロンティア学部にリニューアル。既設のメディア情報学科、心理情報学科に加え経営情報学科（情報経営学科を名称変更）を設置し3学科体制とする

- 2018年4月1日 - 情報フロンティア学部 心理情報学科を心理科学科に名称変更

## 組織
情報フロンティア学部
- メディア情報学科

- 心理科学科

- 経営情報学科